# Хав'єр (Наварра)
Хав'єр (ісп. Javier) — муніципалітет в Іспанії, у складі автономної спільноти Наварра. Населення — 113 осіб (2009).
Муніципалітет розташований на відстані близько 320 км на північний схід від Мадрида, 44 км на південний схід від Памплони.
На території муніципалітету розташовані такі населені пункти: (дані про населення за 2009 рік)
- Хав'єр: 102 особи
- Торре-де-Пенья: 11 осіб

## Демографія
Динаміка населення (INE ):

## Галерея зображень

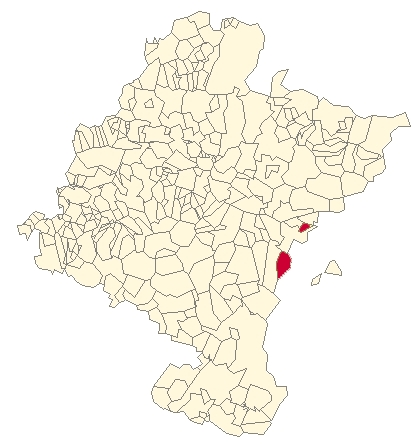
Розташування муніципалітету